# 基科伊寧

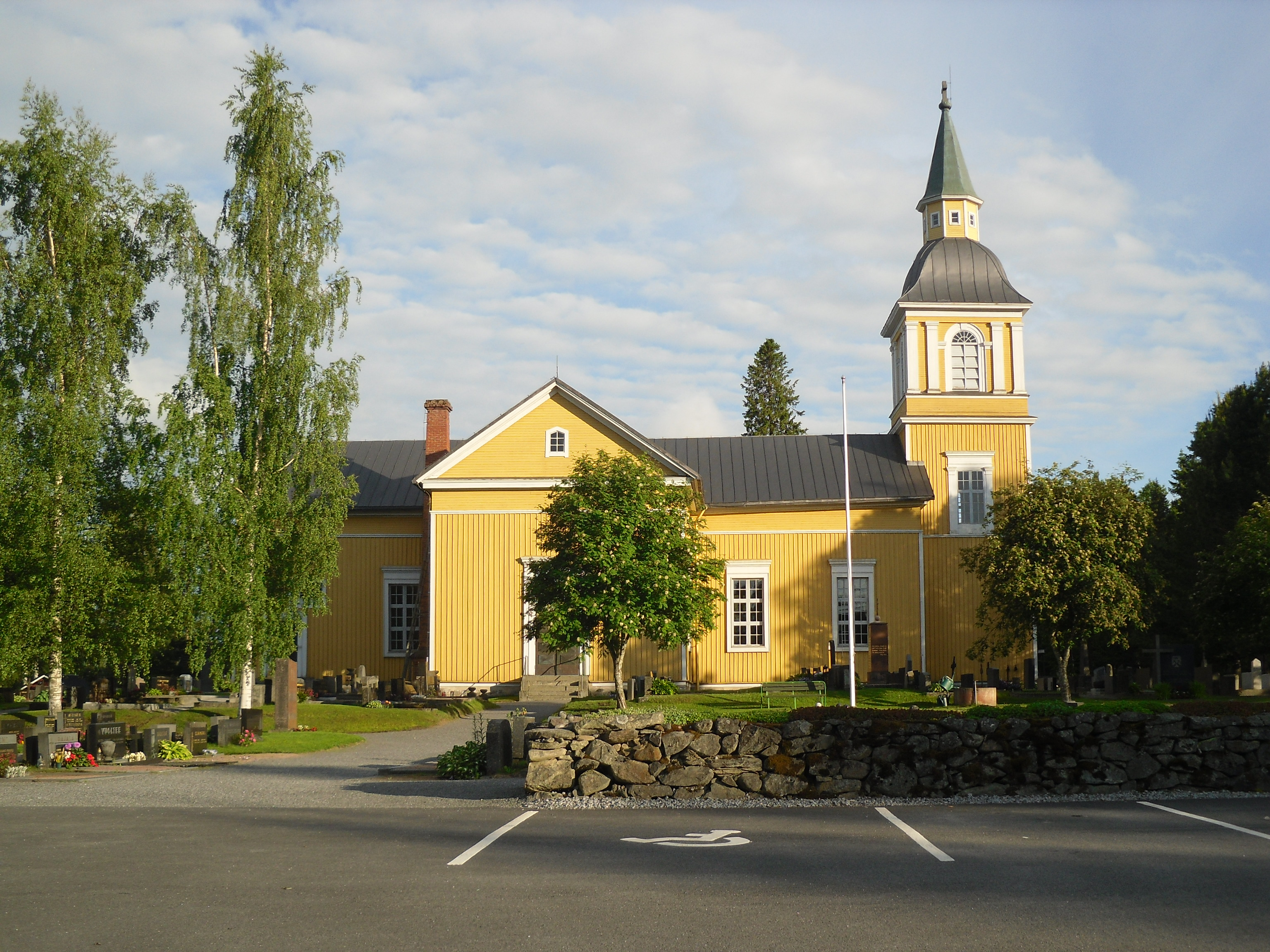
基科伊寧教堂

基科伊寧（芬蘭語：Kiikoinen）是芬蘭西南部的旧市鎮，作为独立的市镇时位于薩塔昆塔區内。始建於1847年，面積144.32平方公里，2013年人口1,263，人口密度為每平方公里9.15人。2013年初时并入皮尔坎马区的萨斯塔马拉市，从而成为皮尔坎马区的一部分。

## 外部連結
- 萨斯塔马拉市官方网站 （页面存档备份，存于） （文） （英文） （俄文）